# Cochemiea fraileana
Cochemiea fraileana es una especie de planta suculenta perteneciente al género Cochemiea, dentro de la familia Cactaceae. Es endémica del noroeste de México (Baja California Sur) y anteriormente se le conocía como Mammillaria fraileana.

## Descripción

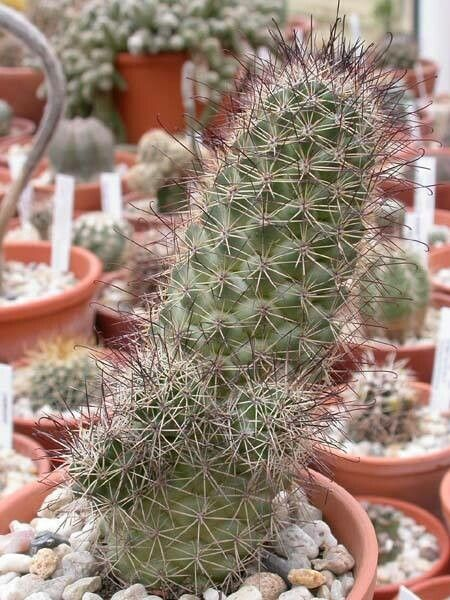
Detalle del tallo y la espinas

Cochemiea fraileana es una especie de cactus cilíndrico de color verde a violeta rojizo que suele formar pequeños cojines. Los tallos alcanzan alturas de 10 a 15 cm y diámetros de 2 a 3 cm. 
Los tallos están cubiertos de tubérculos que no contienen savia lechosa, están dispuestos en espiral y miden 0,5 cm de largo y de 0,3 a 0,4 cm de ancho en la parte inferior. Las axilas (espacio que hay entre los tubérculos), son glabras y suelen tener algunas cerdas. Las areolas tienen de 3 o 4 espinas centrales de color marrón oscuro, miden hasta 1 cm de largo y una de ellas tiene forma de gancho. También hay de 11 a 12 espinas marginales en forma de aguja, delgadas y de color blanco, que crecen hasta alcanzar de 0,8 a 1 cm de largo. 
Las flores son de color rosa claro, tienen forma de campana y de embudo, y los pétalos tienen una línea media de color rosa más oscuro. Miden 2,5 cm de largo y los estambres están formados por filamentos rosados y anteras amarillas . El estilo es de color rosado y el estigma tiene cinco partes.

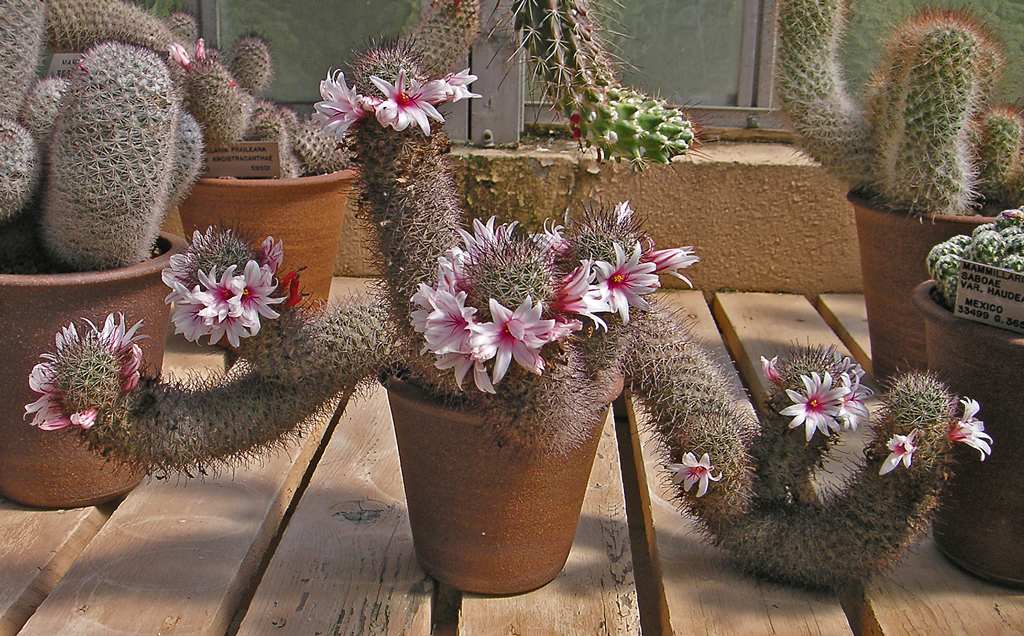
Planta en flor

Los frutos tienen forma de maza y son de color rosa púrpura. Presentan  un remanente floral y contienen semillas negras y esféricas en su interior.

## Distribución y hábitat
El área de distribución nativa de esta especie es el noroeste de México (concretamente en el estado de Baja California Sur) y crece principalmente en biomas desérticos o de matorrales secos.

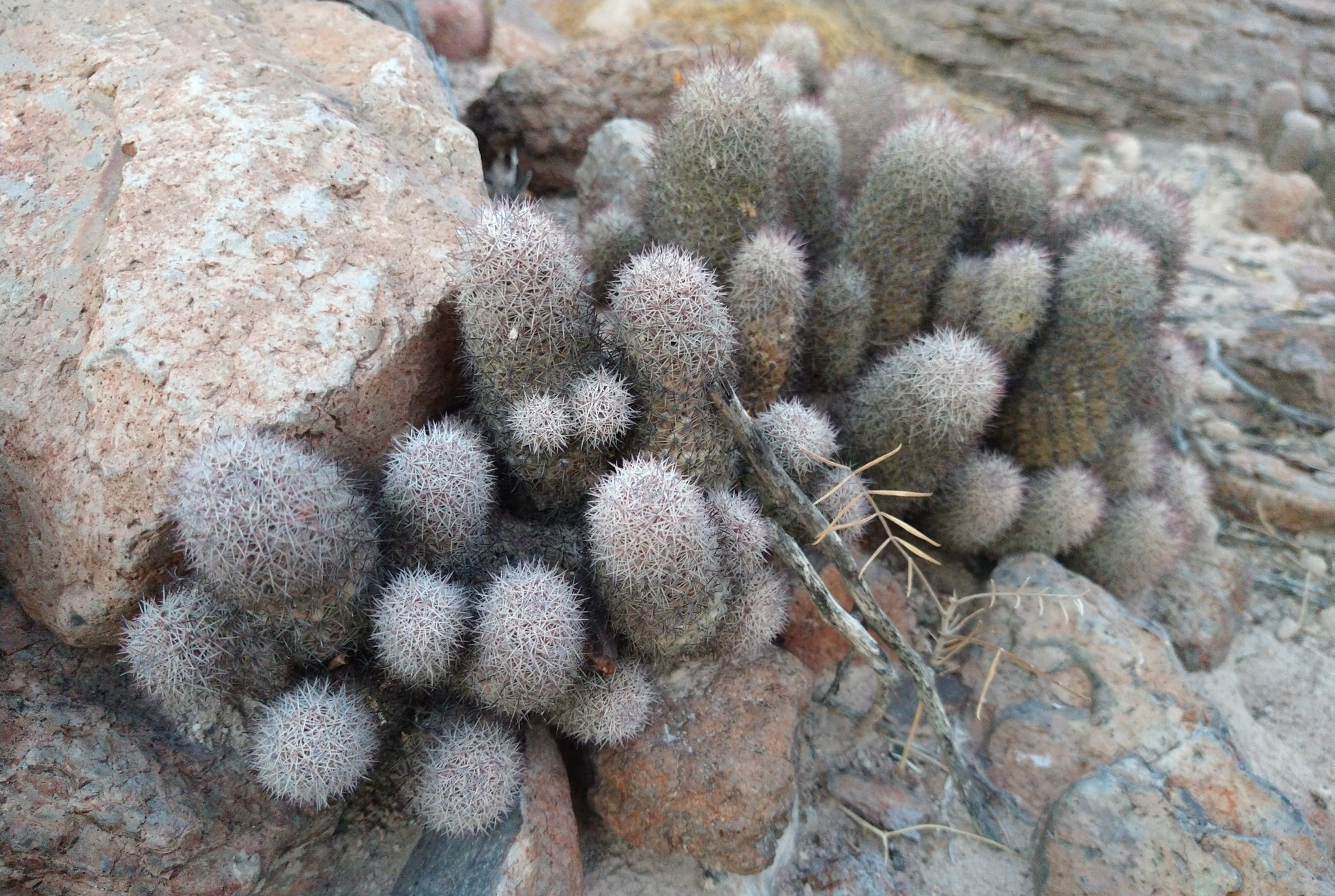
En su hábitat

Tienden a crecer en suelos secos no calcáreos a base de granito, pero también pueden crecer en hábitats rocosos, ya sea en fisuras de rocas o directamente sobre la superficie de la roca, incluso sin la presencia de suelo. 

## Ecología
Cochemiea fraileana es un cactus pionero en la colonización de rocas. De hecho, éstos cactus crecen en hábitats rocosos de tipo riodacita (roca volcánica), donde se ha demostrado que la roca se erosiona en mayor medida cuando está en presencia de estos cactus, por lo que intervienen directamente en la formación del suelo. 
Esto lo llevan a cabo a través de procesos como la fijación de nitrógeno que tienen lugar en las bacterias endofíticas que viven en el interior del cactus y sus raíces. 

## Taxonomía
La primera descripción de esta especie fue como Neomammillaria fraileana, publicada en 1923 por los botánicos estadounidenses Nathaniel Lord Britton y Joseph Nelson Rose en el libro The Cactaceae; descriptions and illustrations of plants of the cactus family 4: 157.
Posteriormente, los botánicos Peter B. Breslin y Lucas C. Majure colocaron la especie en el género Cochemiea, pasando a llamarse Cochemiea cerralboa y anotando estos cambios en la revista científica Taxon 70: 319 en el año 2021.
Etimología
- Cochemiea: nombre genérico que hace referencia a la tribu indígena Cochimí, que en el pasado ocupó un gran territorio de Baja California y cuya área es parte del área de distribución natural de este género.
- fraileana: epíteto específico otorgado en honor al español Manuel Fraile, quien estaba a cargo de la colección de cactus del Departamento de Agricultura de los Estados Unidos.[7]

Sinonimia
- Bartschella albicans subsp. fraileana (Britton & Rose) Doweld (2000)
- Chilita fraileana (Britton & Rose) Orcutt (1926)
- Ebnerella fraileana (Britton & Rose) Buxb. (1951)
- Mammillaria albicans subsp. fraileana (Britton & Rose) D.R.Hunt (1997)
- Mammillaria albicans f. fraileana (Britton & Rose) Lüthy (1992)
- Mammillaria fraileana (Britton & Rose) Boed. (1933)
- Neomammillaria fraileana Britton & Rose (1923)

## Usos
Se cultiva principalmente como planta ornamental y su propagación se realiza a través de esquejes o semillas.